# Leonkowicze
Leonkowicze  (biał. Лявонкавічы; ros. Левонковичи) – wieś na Białorusi, w obwodzie witebskim, w rejonie brasławskim, w sielsowiecie Ciecierki.

## Historia
W czasach zaborów folwark w powiecie dzisieńskim, w guberni wileńskiej Imperium Rosyjskiego. Pod koniec XIX wieku własność Snitków.
W latach 1921–1945 kolonia leżała w Polsce, w województwie wileńskim, w powiecie dziśnieńskim, od 1926 roku w powiecie brasławskim, w gminie Przebrodzie.
Według Powszechnego Spisu Ludności z 1921 roku zamieszkiwało tu 64 osoby, 1 była wyznania prawosławnego a 63 staroobrzędowego. Jednocześnie 1 mieszkaniec zadeklarował polską, 63 białoruską przynależność narodową. Było tu 9 budynków mieszkalnych. W 1931 w 13 domach zamieszkiwało 78 osób.
Wierni należeli do parafii rzymskokatolickiej w Borodzieniczach i prawosławnej w Przebrodziu. Miejscowość podlegała pod Sąd Grodzki w Brasławiu i Okręgowy w Wilnie; właściwy urząd pocztowy mieścił się w Przebrodziu.
W wyniku napaści ZSRR na Polskę we wrześniu 1939 miejscowość znalazła się pod okupacją sowiecką. 2 listopada została włączona do Białoruskiej SRR. Od czerwca 1941 roku pod okupacją niemiecką. W 1944 miejscowość została ponownie zajęta przez wojska sowieckie i włączona do Białoruskiej SRR. 
Od 1991 w składzie niepodległej Białorusi.